# Донцов (Белгородская область)
Донцов (до 2019 г. — Александровка-Первая) — хутор в Ракитянском районе Белгородской области. Входит в состав Венгеровского сельского поселения.

## История
В соответствии с Законом Белгородской области № 159 от 20 декабря 2004 года Александровка-Первая вошла в состав образованного Венгеровского сельского поселения.
В 2018 году Белгородская областная дума обратилась в Правительство РФ с предложением о переименовании хутора Александровка-Первая в хутор Донцов. Распоряжением правительства РФ от 15.06.2019 г. № 1302-р хутор Александровка-Первая переименован в Донцов.

## География
Расположен район в северо-западной части региона, у р. Ивенский Колодезь.

## Население
| 2002 | 2010 |
| ---- | ---- |
| 65   | ↘52  |

## Инфраструктура
Личное подсобное хозяйство.

## Транспорт
Просёлочные дороги.